# Johanneskirche (Laggenbeck)

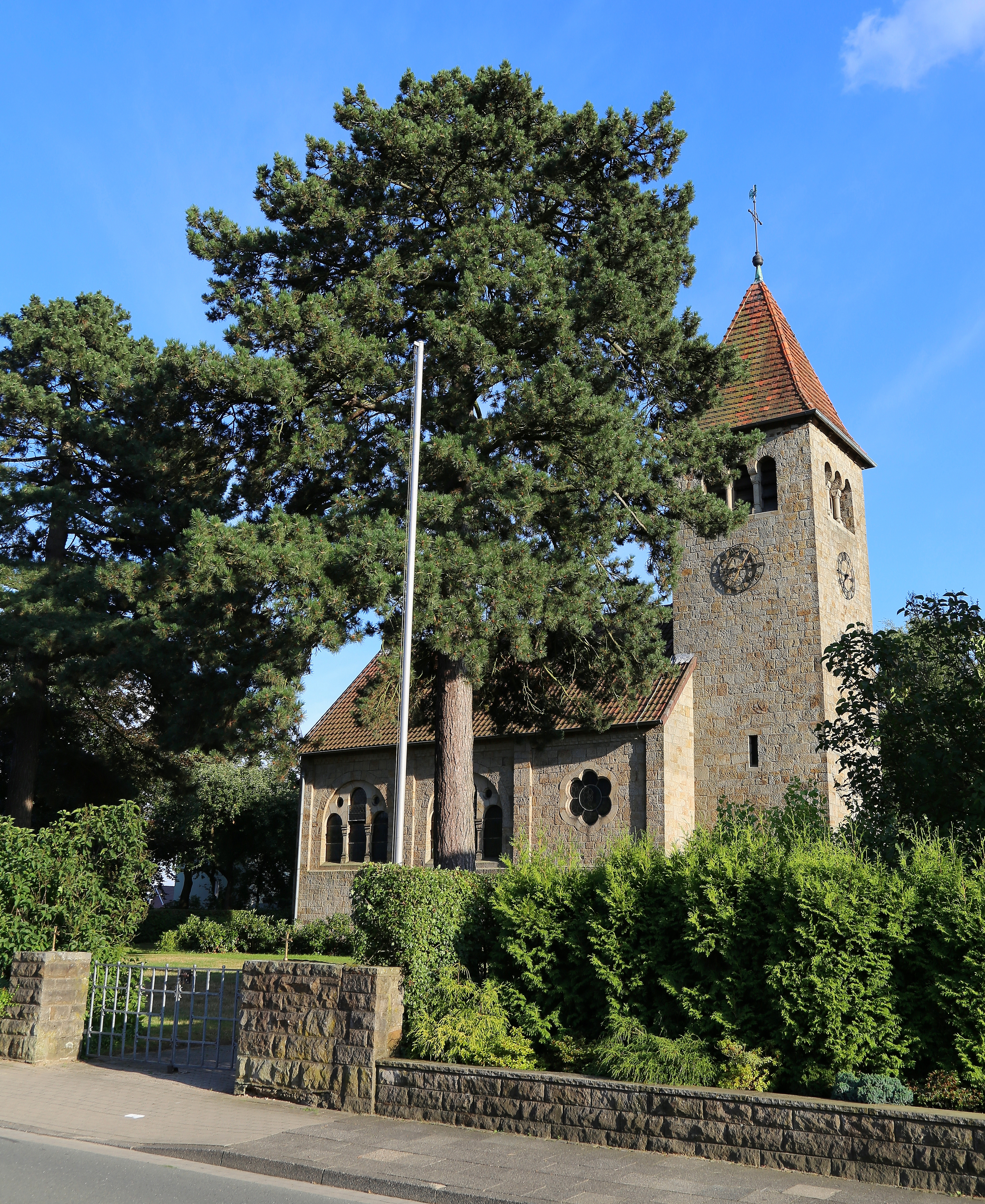
Johanneskirche Laggenbeck

Die Johanneskirche ist die evangelische Gemeindekirche von Laggenbeck, einem Stadtteil von Ibbenbüren im Tecklenburger Land des Kreises Steinfurt (Nordrhein-Westfalen). Die Gemeinde gehört dem Kirchenkreis Tecklenburg der Evangelischen Kirche von Westfalen an.

## Geschichte
Aufgrund der wirtschaftlichen Entwicklung von Laggenbeck in der zweiten Hälfte des 19. Jahrhunderts siedelten sich hier auch Einwohner evangelischer Konfession an. Nachdem ihre Gottesdienste seit 1855 zunächst an unterschiedlichen Orten gefeiert worden waren, erhielt die Gemeinde 1907 nach Plänen des Architekten Karl Siebold ein eigenes Kirchengebäude. Die in der Planungsphase vorgesehenen Gemeinderäume kamen nicht zur Ausführung. 

## Architektur
Das Bauwerk wurde als Saalkirche mit vorgesetztem, pyramidal bekröntem Turm in den Formen des romanisch-gotischen Übergangsstils in Ibbenbürener Sandstein errichtet. Das Kirchenschiff weist dreiteilig gestaffelte Fenstergruppen, das Emporenjoch Sechspassfenster auf, die Apsis besitzt ein zentrales Schlüssellochfenster.
Der Kirchenraum ist von einem Tonnengewölbe mit Stichkappen überdeckt, dessen ornamentale Ausmalung August Mause (1867–1913) schuf.

## Ausstattung
Der Kirchenraum hat die von Joseph Campani entworfene liturgische Ausstattung der Erbauungszeit bewahrt. Von ihm stammen der mit stilisierten Ranken und Kreuz sowie Alpha und Omega reliefierte Sandsteinaltar, die steinerne Kanzel und der pokalförmige Taufstein sowie das Portaltympanon am Außenbau.
Das Apsisfenster mit der Darstellung des Lammes Gottes und die ornamentale Verglasung der Fenster im Kirchenschiff wurden von der Glasmalereianstalt Ferdinand Müller in Quedlinburg ausgeführt.

### Orgel
Bei ihrer Fertigstellung erhielt die Kirche eine Orgel mit neuromanischem Prospekt des Orgelbauers Friedrich Klassmeier, die zugleich die einzige original erhaltene vollpneumatische Orgel aus seiner Werkstatt darstellt. Das Werk besitzt folgende Disposition:
| I. Manual C–c3 |                   |     |
| 1.             | Bordun            | 16′ |
| 2.             | Principal         | 08′ |
| 3.             | Gambe             | 08′ |
| 4.             | Hohlflöte         | 08′ |
| 5.             | Flaute harmonique | 04′ |
| 6.             | Octav             | 04′ |

| II. Manual C–c3 |                |    |
| 7.              | Salicional     | 8′ |
| 8.              | Liebl. Gedackt | 8′ |
| 9.              | Flaute dolce   | 4′ |

| Pedal C–f1 |        |     |
| 10.        | Subbaß | 16′ |
| 11.        | Cello  | 08′ |

- Koppeln: II/I, I/P, II/P, Superoktavkoppel, Pedaloktavkoppel